# Jan Boerenkamp
Johannes Maria (Jan) Boerenkamp (Someren, 5 januari 1903 – Someren, 26 mei 1981) was een Nederlands gemeentesecretaris en burgemeester.

## Biografie

### Persoonlijk
Johannes Maria Boerenkamp werd geboren in Someren als zoon van Karel Boerenkamp en Anna Maria van den Hurk. Hij trouwde, 28 jaar oud, op 28 juli 1931 in Someren met Lucia Maria (Luce) Lammers.

### Vroege carrière
Zijn carrière begon al op 14-jarige leeftijd in zijn geboorteplaats, waar hij als volontair werkte op de gemeentesecretarie. Hij werd met ingang van 1 februari 1921 aangesteld als ambtenaar van de gemeentesecretarie van Someren. De reden hiervoor was dat de werkzaamheden op de secretarie flink waren toegenomen na de Eerste Wereldoorlog en burgemeester Piet Smulders hierbij wat extra hulp kon gebruiken.
In 1930 werd Boerenkamp waarnemend gemeentesecretaris van Lierop, doordat burgemeester Smulders zich liet waarnemen. Nadat in 1935 de gemeenten Someren en Lierop zich samenvoegden, kreeg hij de functie als gemeentesecretaris in de nieuw samengestelde gemeente Someren.

### Tweede wereldoorlog
Nadat in 1944 burgemeester Smulders om het leven was gebracht tijdens Aktion Silbertanne, leek het erop dat Someren een NSB-burgemeester toegewezen zou krijgen. Hier was men het in Someren echter niet mee eens. Secretaris Boerenkamp had in overleg met de ambtenaren besloten om medewerking aan de nieuwe burgemeester te weigeren en dook vervolgens onder. Toen vervolgens de nieuwe benoemde NSB-burgemeester in zijn functie wilde treden, was het gemeentehuis gesloten en ontbraken alle ambtenaren. Pas in oktober 1944, nadat Someren al door de geallieerden was bevrijd, werden de werkzaamheden op het gemeentehuis hervat.

### Na de bevrijding
Na de bevrijding van Someren op 20 september 1944, was Boerenkamp gedurende twee jaar waarnemend burgemeester van Someren. In 1946 werd hij officieel benoemd tot burgemeester van Someren. Hij ging met pensioen op 27 januari 1968. Toen hij afscheid nam, werd hij benoemd tot ereburger van Someren. Als eerbetoon aan de burgemeester werd toen de naam Einderstraat veranderd in Boerenkamplaan.

### Overlijden
Jan Boerenkamp overleed op 26 mei 1981 door een zwaar auto-ongeluk op de Kanaaldijk in Someren. Hij was de passagier in een auto die tegen middernacht achterop een langzaam rijdende graafmachine reed. Hierbij kwam ook Piet Berkvens, de oprichter van Berkvens Houtindustrie B.V., die de auto bestuurde, om het leven.